# Thymarákia
Thymarákia, en grec moderne : Θυμαράκια, est un quartier d'Athènes en Grèce. Il est voisin des quartiers d'Ágios Nikólaos, de Káto Patíssia, d'Ágios Elefthérios, de Tris Géfyres, d'Attikí, de Sepólia, de Colone, de la colline de Skouzé, de Kolokynthoú et de Metaxourgeío. Le nom Thymarákia fait référence au fait qu'à l'époque où la zone était encore rurale et n'était pas incluse dans le plan de la ville, il y avait une grande abondance de thyms (en grec moderne : θυμάρια - Tymária). Délimité par l'avenue Konstantinoupóleos (en) à l'ouest et la rue d'Acharnés à l'est, le quartier est traversé par la rue Liosía et desservi par la station de métro Ágios Nikólaos ainsi que par de nombreuses lignes de bus et de trolley. 